# Sozialistischer Bruderkuss

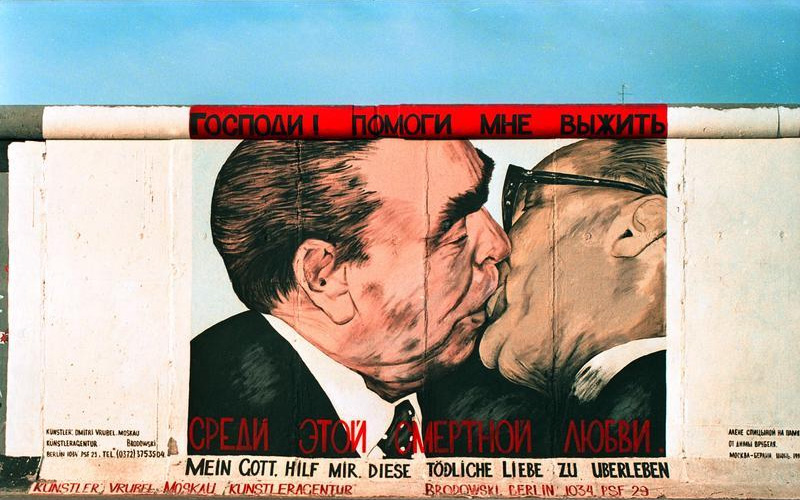
Bruderkuss zwischen Leonid Breschnew und Erich Honecker, Gemälde von Dmitri Wladimirowitsch Wrubel, East Side Gallery (1990)

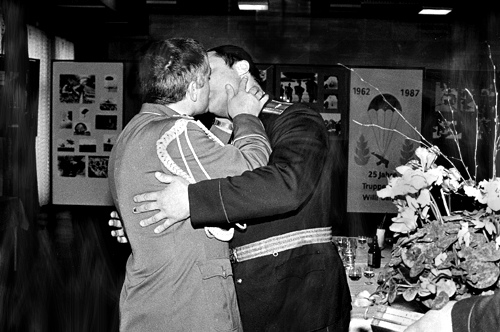
Sozialistischer Bruderkuss zwischen Offizieren der NVA und der Roten Armee

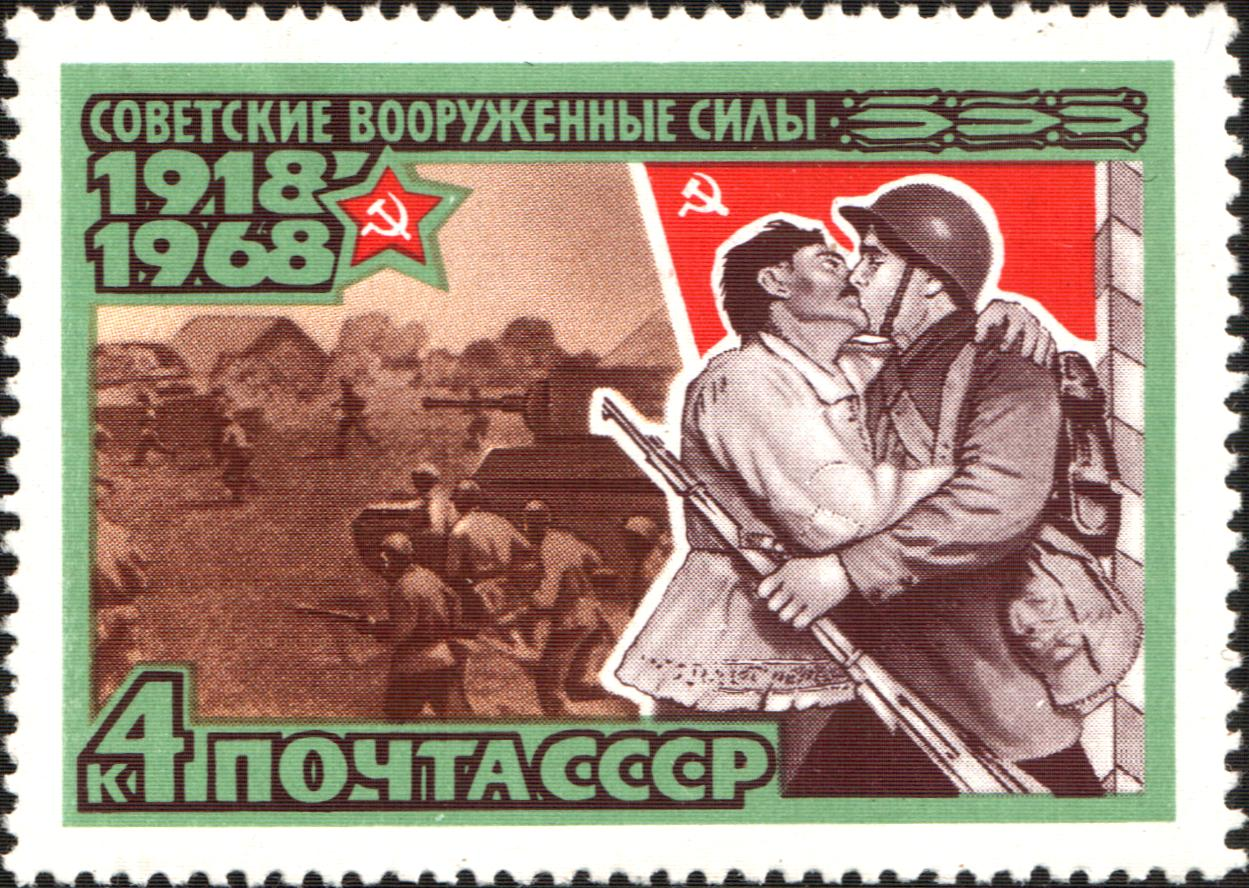
Sowjetische Briefmarke

Der sozialistische Bruderkuss oder  kommunistische Bruderkuss war ein Begrüßungsritual, das die Solidarität zwischen sozialistischen Staatsführern ausdrückte. Er umfasste eine Umarmung und oft das dreifache Küssen auf die Wangen, in einigen Fällen auch auf den Mund, besonders in der Ära Leonid Breschnews. Der Kuss auf den Mund war die stärkere, oft medienwirksam inszenierte Geste, die besonders enge ideologische oder politische Verbundenheit ausdrücken sollte. Ein bekanntes Beispiel ist der Kuss zwischen Leonid Breschnew und Erich Honecker im Jahr 1979.
Mit dem Zerfall des Ostblocks verschwand der Bruderkuss aus der politischen Praxis.

## Entwicklung vom Brauch zum Zeremoniell
Der Bruderkuss  hat  seine Wurzeln in der Zünftetradition. Mit Umarmung und Kuss brachten Arbeiter während der Mitte bis Ende des 19. Jahrhunderts entstehenden Arbeiterbewegung überschwänglich ihre solidarische Begeisterung über die Zugehörigkeit zur Arbeiterklasse zum Ausdruck.  In den Jahren nach der Oktoberrevolution und der entstehenden Kommunistischen Internationale erfolgte eine Ritualisierung der zunächst spontanen Geste des Bruderkusses zu einer offiziellen Grußhandlung unter kommunistischen und sozialistischen Genossen, die sich auf die beschwerliche Reise in das damals isolierte Russland gemacht hatten, um die erfahrene internationale Solidarität zu bekunden und zu bekräftigen.
Gemäß dem deutschen Sozial- und Medienwissenschaftler Dmitri Zakharine könne man anhand von Wochenschau- und Tagesschauchroniken ersehen, wie die Machtvertreter des Ostblocks seit den 1950er Jahren zunehmend einen Initiationsritus der Verbrüderung praktizierten, bei dem beim  Bruderkuss eine Entwicklung vom Brauch zum Zeremoniell erkennbar sei. Am Anfang wurde der Bruderkuss noch ohne ein ausgearbeitetes verbindliches kommunikatives Handlungsschema praktiziert und die den Ritus begleitenden Gesten hätten bäuerlich gewirkt, um bei den Zuschauern den Eindruck spontaner Offenherzigkeit zu erwecken. Erst während der 1960er Jahre habe sich ein gegenseitig erwartetes kommunikatives Bruderkussschema bei Besuchen sowjetischer Machtvertreter in den osteuropäischen Ländern herausgebildet und endgültig stabilisiert. In den späten 1980er Jahren verschob sich das Hauptaugenmerk vom Kuss auf das gesamte zeremonielle Prozedere, besonders auf die sich annähernden Teilnehmer des Rituals.

## Kommunikatives Schema

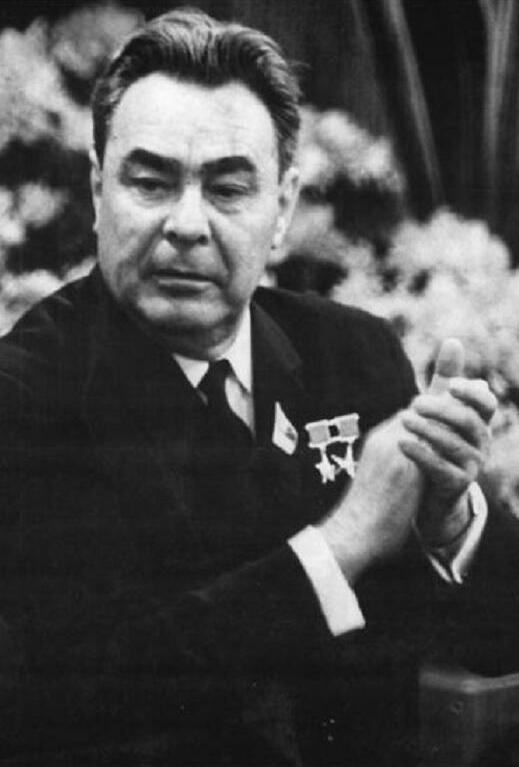
Leonid Iljitsch Breschnew, Generalsekretär der KPdSU 1964–1982

Im Laufe der 1960er Jahre hatte sich bei Besuchen sowjetischer Staatsleiter in Ostblockländern ein festes kommunikatives Bruderkussschema etabliert, bei dem der Bruderkuss bereits beim Verlassen des Flugzeuges, normalerweise durch gespreizte Hände, angedeutet wurde. Es folgte eine symmetrische Annäherung zweier Männer zur Umarmung, der in der Regel ein dreimaliger Wangenkuss folgte. Während der Amtszeit Leonid Iljitsch Breschnews wurde der Bruderkuss noch direkt am Flugzeug praktiziert. Erst die ostdeutschen Parteileiter krönten den Bruderkuss auf die Wangen mit einem innigen Mundkuss durch engen Lippenkontakt. Der Bruderkuss bedeutete mehr als das Händeschütteln anderer Staatsmänner und sollte die besondere Verbundenheit zwischen den sozialistischen Staaten demonstrieren. Umarmung und Küsse sollten Ausdruck von Freude, Brüderlichkeit und Gleichheit sein.

## Symbolik
Laut Dmitri Zakharine ist die Symbolik des kommunistischen Bruderkusses von einer verborgenen Semantik vormoderner familienartiger Gemeinschaftsbildungen geprägt, bei denen die Symbolik bei der Aufnahme in die Familie eine zentrale Rolle spielte. Die Vorstellungswelten traditioneller  Bauernkulturen in Russland und der Ukraine hätten, unbenommen der atheistisch  kommunistischen Schulung der Parteileiter, deren Handeln geprägt. Claudia Schimmel stellte die These auf, wonach der sozialistische Bruderkuss von den Kommunisten im damaligen Ostblock über die Tradition des religiösen Symbols des orthodoxen Osterkusses der russisch-orthodoxen Kirche als gemeinschaftsstiftendes politisches Symbol in ihr diplomatisches Begrüßungsritual integriert worden sei.

## Kunst
Zu Berühmtheit gelangte der Bruderkuss durch den Fotografen Régis Bossu, welcher im Oktober 1979 Erich Honecker (DDR) und Leonid Breschnew (Sowjetunion)
nach einer Rede anlässlich des 30. Jahrestages der DDR ablichtete. Auf Grundlage dieses Bildes entstand später das bekannte Bruderkussgemälde an der East Side Gallery.